# Andreas Berg (Schauspieler)
Andreas Berg (* 1974 in Hamburg) ist ein deutscher Theater- und Filmschauspieler.

## Leben
Andreas Berg wurde von 1996 bis 2000 an der Bayerischen Theaterakademie August Everding ausgebildet und wurde ab dieser Zeit als Theater- und Musicaldarsteller deutschlandweit tätig. Ab 2011 begannen auch Einsätze in Film und Fernsehserien.
Im Februar 2021 outete er sich im Rahmen der Initiative #actout im SZ-Magazin mit 185 anderen lesbischen, schwulen, bisexuellen, queeren, nicht-binären und trans* Schauspielern.
Seit 2019 ist er auch als Produzent tätig, mit seinem ersten Film "Schlussklappe".

## Filmografie (Auswahl)
- 2013: Guten Tag, Ramón
- 2014: Gute Zeiten, schlechte Zeiten (Fernsehserie, 6 Folgen)
- 2016: Pope vs Hitler
- 2016: Geschichte Mitteldeutschlands – Hitler. Ein Attentat und die Drahtzieher aus Magdeburg (Dokuserie)
- 2017: Kommissarin Heller: Verdeckte Spuren
- 2017: MMF (Kurzfilm)
- 2018: Gute Zeiten, schlechte Zeiten (Fernsehserie, 2 Folgen)
- 2018: Die Spezialisten – Im Namen der Opfer (Fernsehserie, eine Folge)
- 2018: Jenny – echt gerecht (Fernsehserie, eine Folge)
- 2018: The Act of Devouring (Kurzfilm)
- 2018: Die Eiserne Zeit – Lieben und Töten im Dreißigjährigen Krieg (Dokuserie)
- 2019: Cord
- 2019: Heldt (Fernsehserie, eine Folge)
- 2019: Einfach Maria (Webserie)
- 2019: Mississippi (Kurzfilm)
- 2020, 2024: SOKO Stuttgart (Fernsehserie, zwei Folgen)
- 2021: Was ich eigentlich sagen wollte (Comedyreihe, eine Folge)
- 2021: Mein Freund, das Ekel (Fernsehserie, eine Folge)
- 2022: Ruby (Sitcom, 8 Folgen)
- 2021: Der Zürich-Krimi: Borchert und der verlorene Sohn
- 2022: Schlussklappe
- 2022: Ein starkes Team: Die letzte Reise
- 2023: Inga Lindström: Einfach nur Liebe
- 2024: Immerhin: Die Kunst, die Kunst

## Theaterrollen (Auswahl)
- 1998–2000: The Black Rider (Metropoltheater München, als Georg Schmidt)
- 2000: A Clockwork Orange (Metropoltheater München, als Pete)
- 2000–2001: Ludwig II. – Sehnsucht nach dem Paradies (Musicaltheater Neuschwanstein, als Josef Kainz)
- 2005: I love, you´re perfect, now change! (Hansa Theater Berlin, als Jordan)
- 2006: Hair (Oper Leipzig, als Steve)
- 2007: Les Misérables (Festspielhaus Füssen, als Thénardier)
- 2011: Die schöne Helena (Operette) (Staatstheater Saarbrücken, als Arjax II)
- 2009–2018: My Fair Lady (Staatsoper Hannover, als Harry)
- 2017: Falco das Musical (Tournee, als Horst Bork)